# Ilex maximowicziana
Ilex maximowicziana — вид квіткових рослин з родини падубових.

## Морфологічна характеристика
Це вічнозелене невелике дерево 2.5–3 метри заввишки. Молоді гілочки ± чотиригранні, поздовжньо кутасті і борозенчасті, запушені; старші гілочки сіро-коричневі, округлі в перерізі, поздовжньо ребристі, запушені, сочевиці відсутні. Прилистки лінійно-ланцетні, дрібні. Ніжка листка 5–10 мм, неглибоко борозенчаста, злегка запушена, вузькокрила. Листова пластина адаксіально (верх) блискуча й гола, оберненояйцеподібна, еліптична або широкоеліптична, 2–6 × 1–2.5 см, абаксіально коричнево залозисто точкова, край городчато-пилчастий, верхівка тупа чи гостра, рідше закруглена. Плід кулястий, 7–8 мм у діаметрі. Квітне у квітні; плодить у серпні — листопаді.

## Поширення
Ареал: Тайвань, Японія, пд.-сх. Китай. Населяє вічнозелені широколистяні ліси на горах.

## Галерея

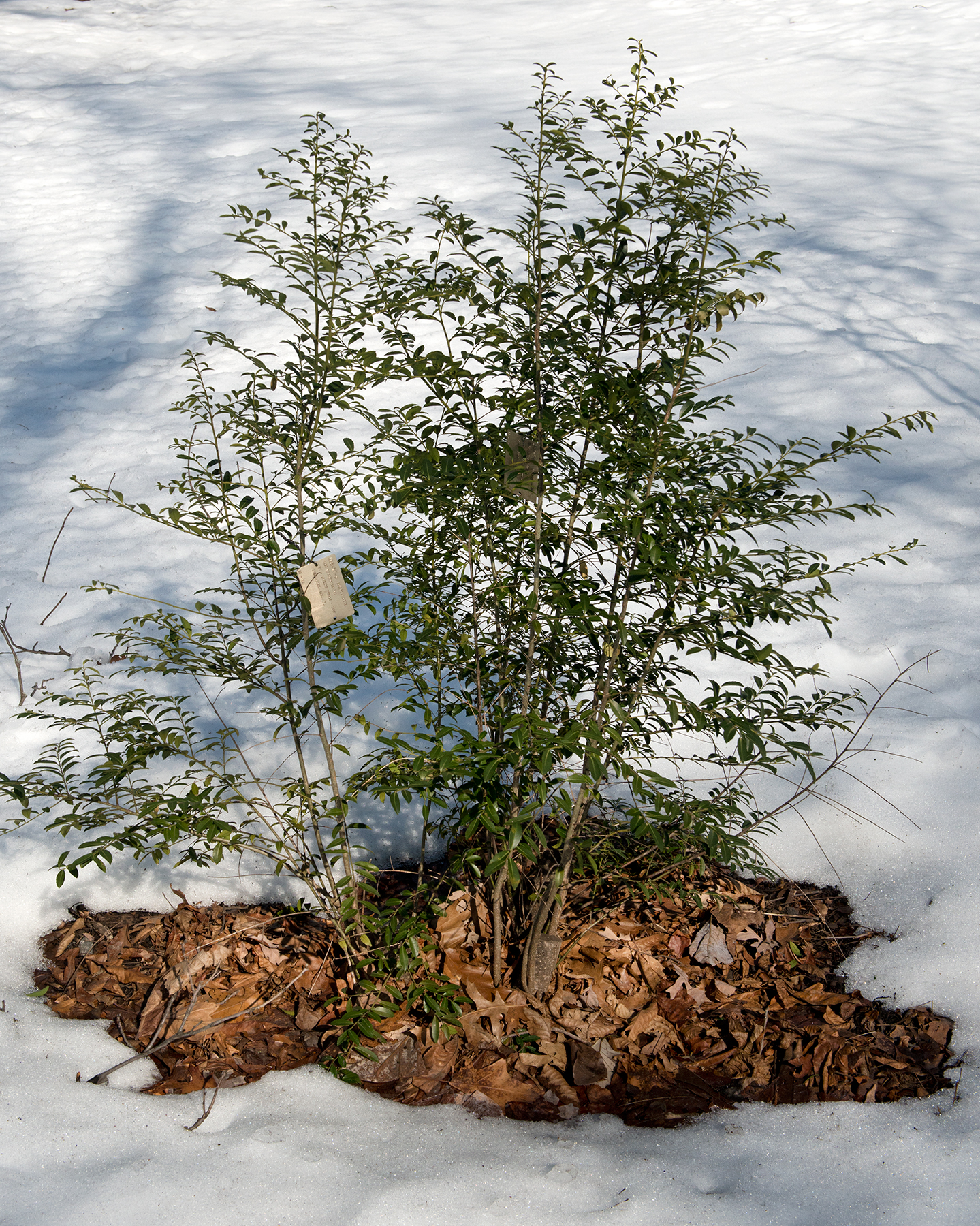
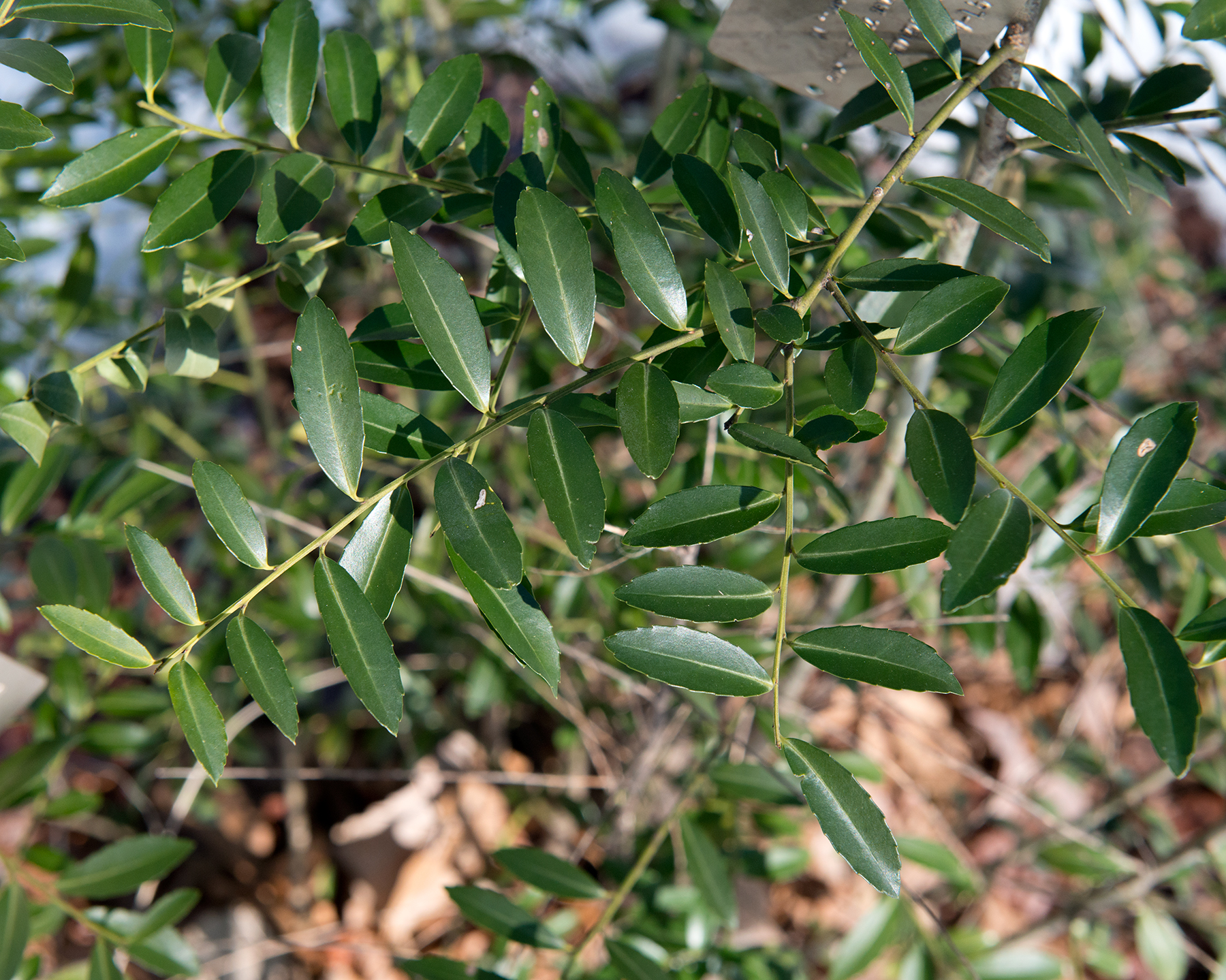